# Shanghai Rolex Masters 2017
Shanghai Rolex Masters 2017 là một giải đấu quần vợt thi đấu trên sân cứng ngoài trời. Đây là lần thứ 9 giải đấu Thượng Hải Masters được tổ chức, là giải đấu thứ 8 trong tổng số 9 giải thuộc ATP 1000 của ATP World Tour 2017. Giải sẽ được diễn ra tại sân Qizhong Forest Sports City Arena ở Thượng Hải, Trung Quốc từ ngày 8 tháng 10 đến ngày 15 tháng 10 năm 2017.

## Điểm và tiền thưởng

### Phân phối điểm
| Sự kiện | VĐ    | CK  | BK  | TK  | 1/16 | 1/32 | 1/64 | Q  | Q2 | Q1 |
| Đơn     | 1,000 | 600 | 360 | 180 | 90   | 45   | 10   | 25 | 16 | 0  |
| Đôi     | 1,000 | 600 | 360 | 180 | 90   | 0    | —    | —  | —  | —  |

### Tiền thưởng
| Sự kiện | VĐ         | CK       | BK       | TK       | 1/16    | 1/32    | 1/64   | Q2    | Q1    |
| Đơn     | $1,192,780 | $584,845 | $294,345 | $149,675 | $77,720 | $40,975 | 22,125 | 5,100 | 2,595 |
| Đôi     | $369,380   | $180,840 | $90,710  | $46,560  | $24,070 | $12,700 | —      | —     | —     |

## Nội dung đơn ATP

### Hạt giống
| Quốc gia | Tay vợt               | Xếp hạng1 | Hạt giống |
| -------- | --------------------- | --------- | --------- |
| ESP      | Rafael Nadal          | 1         | 1         |
| SUI      | Roger Federer         | 2         | 2         |
| GER      | Alexander Zverev      | 4         | 3         |
| CRO      | Marin Čilić           | 5         | 4         |
| AUT      | Dominic Thiem         | 7         | 5         |
| BUL      | Grigor Dimitrov       | 8         | 6         |
| ESP      | Pablo Carreño Busta   | 10        | 7         |
| BEL      | David Goffin          | 11        | 8         |
| ESP      | Roberto Bautista Agut | 13        | 9         |
| Hoa Kỳ   | Sam Querrey           | 15        | 10        |
| RSA      | Kevin Anderson        | 16        | 11        |
| Hoa Kỳ   | John Isner            | 17        | 12        |
| AUS      | Nick Kyrgios          | 19        | 13        |
| Hoa Kỳ   | Jack Sock             | 21        | 14        |
| FRA      | Lucas Pouille         | 23        | 15        |
| ARG      | Juan Martín del Potro | 24        | 16        |

- 1 Bảng xếp hạng cập nhật vào ngày 2 tháng 10 năm 2017

### Vận động viên khác
Đặc cách:
- Denis Shapovalov
- Ngô Địch
- Ngô Dịch Bính
- Trương Trạch

Vượt qua vòng loại:
- Nikoloz Basilashvili
- Jérémy Chardy
- Alexandr Dolgopolov
- Dušan Lajović
- Jordan Thompson
- Frances Tiafoe
- Stefanos Tsitsipas

### Rút lui
Trước giải đấu
- Tomáš Berdych →thay thế bởi  Damir Džumhur
- Novak Djokovic →thay thế bởi  Steve Johnson
- David Ferrer →thay thế bởi  João Sousa
- Philipp Kohlschreiber →thay thế bởi  Viktor Troicki
- Gaël Monfils →thay thế bởi  Jared Donaldson
- Gilles Müller →thay thế bởi  Jan-Lennard Struff
- Andy Murray →thay thế bởi  Aljaž Bedene
- Kei Nishikori →thay thế bởi  Chung Hyeon
- Milos Raonic →thay thế bởi  Andrey Rublev
- Jo-Wilfried Tsonga →thay thế bởi  Daniil Medvedev
- Stan Wawrinka →thay thế bởi  Ryan Harrison

### Bỏ cuộc
- Aljaž Bedene
- Nick Kyrgios
- Jack Sock
- Mischa Zverev

## Nội dung đôi ATP
| Quốc gia | Tay vợt           | Quốc gia | Tay vợt           | Xếp hạng1 | Hạt giống |
| -------- | ----------------- | -------- | ----------------- | --------- | --------- |
| FIN      | Henri Kontinen    | AUS      | John Peers        | 3         | 1         |
| POL      | Łukasz Kubot      | BRA      | Marcelo Melo      | 7         | 2         |
| NED      | Jean-Julien Rojer | ROU      | Horia Tecău       | 19        | 3         |
| GBR      | Jamie Murray      | BRA      | Bruno Soares      | 23        | 4         |
| CRO      | Ivan Dodig        | ESP      | Marcel Granollers | 27        | 5         |
| RSA      | Raven Klaasen     | Hoa Kỳ   | Rajeev Ram        | 34        | 6         |
| AUT      | Oliver Marach     | CRO      | Mate Pavić        | 39        | 7         |
| Hoa Kỳ   | Ryan Harrison     | NZL      | Michael Venus     | 40        | 8         |

- Bảng xếp hạng cập nhật vào ngày 2 tháng 10 năm 2017

### Vận động viên khác
Đặc cách:
- Gong Maoxin /  Trương Trạch
- Ngô Địch /  Ngô Dịch Bính

### Rút lui
Trước giải đấu
- Jack Sock

Trong giải đấu
- Nick Kyrgios

## Nhà vô địch

### Đơn
- Roger Federer đánh bại  Rafael Nadal 6–4, 6–3.

### Đôi
- Henri Kontinen /  John Peers đánh bại  Łukasz Kubot /  Marcelo Melo 6–4, 6–2.